# 希耶尔河畔埃皮耶
希耶尔河畔埃皮耶（法語：Épiez-sur-Chiers，法語發音：[epje syʁ ʃjɛʁ]）是法国默尔特-摩泽尔省的一个市镇，属于布里埃区。该市镇总面积5.19平方公里，2009年时的人口为187人。

## 人口
希耶尔河畔埃皮耶人口变化图示